# Pont latin à Sarajevo
Le pont latin (en bosnien, en croate et en serbe latin : Latinska ćuprija) est situé en Bosnie-Herzégovine, sur le territoire la Ville de Sarajevo. Construit en 1798 et 1799, il est inscrit sur la liste des monuments nationaux de Bosnie-Herzégovine.
C'est juste au nord de ce pont qu'eut lieu l'attentat de Gavrilo Princip contre l'archiduc François-Ferdinand d'Autriche le 28 juin 1914. En souvenir de cet attentat le pont a été nommé Pont Gravrilo Princip entre 1918 et 1992.

## Localisation

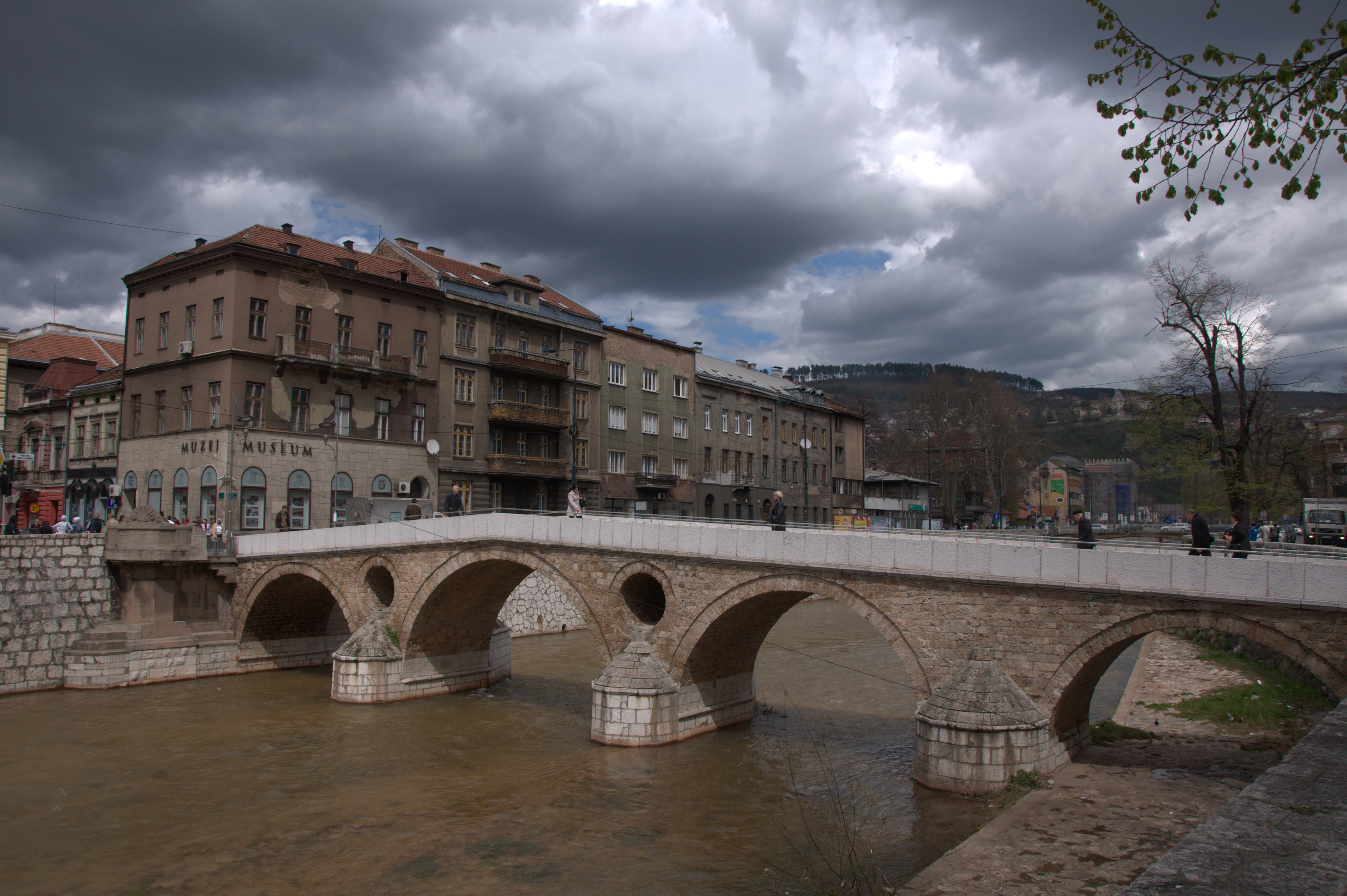
Le pont dans son environnement

## Histoire

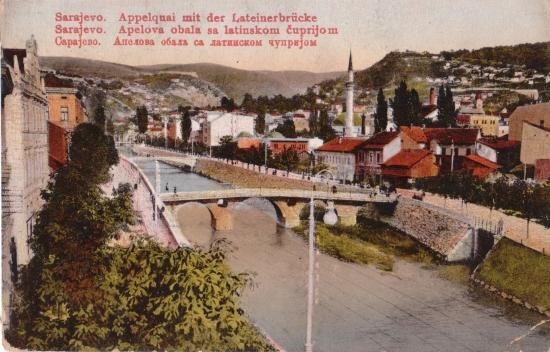
Le pont en 1913 (carte postale)

## Architecture

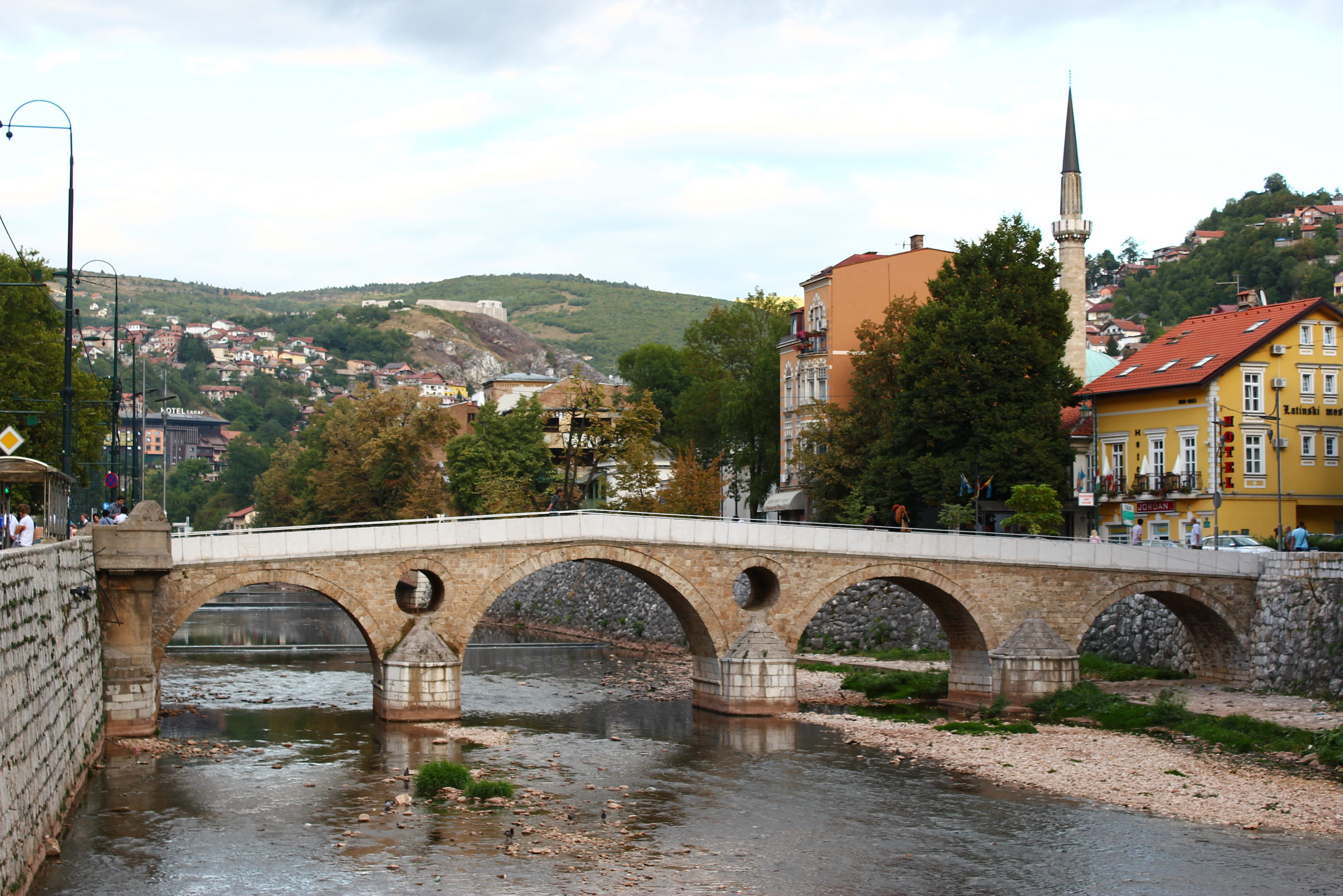
Autre vue du pont